# 瓦伦蒂诺·阿尔真托
瓦伦蒂诺·阿尔真托（義大利語：Valentino Argento，1896年—1941年9月8日），意大利前男子击剑运动员。他曾代表意大利参加1924年夏季奥林匹克运动会击剑比赛，结果在男子团体花剑项目上获得第四名。